# Unaí (gemeente)
Unaí is een gemeente in de Braziliaanse deelstaat Minas Gerais. De gemeente telt 78.125 inwoners (schatting 2009).

## Aangrenzende gemeenten
De gemeente grenst aan Arinos, Bonfinópolis de Minas, Brasilândia de Minas, Buritis, Cabeceira Grande, Dom Bosco, João Pinheiro, Natalândia, Paracatu, Uruana de Minas, Cabeceiras (GO) en Cristalina (GO).

## Geboren
- Gabriel Vasconcelos Ferreira, "Gabriel" (1992), voetballer